# Georgij Gause
Georgij Frantsevitj Gause (ryska: Георгий Францевич Гаузе), född 27 december 1910 i Moskva, Kejsardömet Ryssland, död 2 maj 1986 i Moskva, var en sovjetisk biolog och evolutionist. Han upptäckte vad som kommit att kallas "Gauses princip", vilket innebär att två arter med samma ekologiska nisch (äter samma föda eller liknande) inte kan samexistera på grund av att de konkurrerar ut varandra. Den starkaste överlever och den andre måste flytta eller dö ut. Han noterade detta fenomen när han studerade mikroorganismer, men Gauses princip gäller alla livsformer.

## Biografi
Gause var son till Frants Gustavovitj Gause, professor i arkitektur vid Moskvas statliga universitet, och Galina Gause, en industriarbetare vid ett bilstålverk. Som pojke och in i tonåren tog Gause och hans familj sommarsemester till Kaukasusbergen i södra Ryssland i månader i taget. Även om familjen inte var rik, tilläts de sig dessa respiter eftersom hans far, som var statsarkitekt, medverkade till att uppföra byggnader vid universitetet. Det var under dessa resor till Kaukasusbergen som Gause blev intresserad av naturen och ofta antecknade liv och beteende hos flera organismer som till exempel den sibiriska gräshoppan (Aeropus sibiricus). Han blev intresserad av zoologi och särskilt djurens variationer.

## Karriär och vetenskapligt arbete
År 1927 antogs Gause till den biologiska avdelningen vid fakulteten för fysik och matematik vid Moskvas universitet. Det ryska universitetssystemet kräver en fakultetsrådgivare för alla studenter och doktorander och hans utvalda rådgivare för sin grundutbildning var professor Vladimir Alpatov, som arbetade på Zoologiska museet vid Moskvas Statliga universitet. Alpatov var i mitten av 1920-talet mycket imponerad av den amerikanske demografen  Raymond Pearls arbete, välkänd genom sitt förespråkande av den logistiska kurvan. Alpatov förmedlade sin fascination för amerikansk vetenskap, som utövade ett stort inflytande på Gause. Gause hävdade att fältarbete med för många variabler aldrig adekvat kunde förklara detta förhållande. Endast i den förenklade laboratoriummiljön, där variabler kunde kontrolleras, skulle det vara möjligt att bestämma exakt hur en specifik ekologisk faktor påverkar en population. Ivrig att följa denna mekanistiska studieriktning och påverkad av sin rådgivare kontaktade Gause Pearl för att se om amerikanen skulle kunna ta sig an ännu en rysk student. Han ansökte om ett stipendium genom Rockefeller Foundation men nekades, kanske för att han var bara 22 år gammal. Han publicerade då en monografi, The Struggle for Existence, år 1934 för att förbättra sina chanser, men han nekades fortfarande. Monografin gavs ut i flera upplagor, och den översattes också till franska och japanska.
Under Alpatovs vistelse i USA fick Gause handledning av Jevgenij Smirnov. Smirnov var intresserad av tillämpningen av statistik inom biosystematik och marknadsförde dessa metoder till Gause. Under den perioden undersökte Gause fördelningen av Orthoptera i norra Kaukasus och uppskattade kvantitativt ekoplastisiteten hos arter.
Gause tog sin kandidatexamen vid Moskvauniversitet 1931 och var anställd i Alpatovs laboratorium vid zoologiska institutionen vid universitetet. Han fick sin doktorsexamen 1936 för serien av verk publicerade 1930–1934 och sammanställd som en avhandling med titeln Studies on the dynamics of mixed populations. En av opponenterna var Vladimir Vernadskij.

### Principen om konkurrensuteslutning
År 1932 publicerade Gause vad som har blivit känt som principen om konkurrensuteslutning, baserad på experimentellt arbete som utförts med blandade kulturer av både jäst och parameciumarter. Aforistiskt formulerade han den som "En nisch - en art". Principen hävdar att två arter med liknande ekologiska nischer kan inte samexistera i en stabil jämvikt, vilket innebär att när två arter konkurrerar om exakt samma behov kommer den ena att vara något effektivare än den andra och kommer att reproducera sig i högre takt som ett resultat. Ödet för de mindre effektiva arterna är lokal utrotning.
I en annan serie experiment med infusorianerna Paramecium som byte och Didinium som predator, imiterande periodiska migreringar, erhöll han nästan idealiskt sinusformade fluktuationer av överskotten i denna, tidigare endast teoretiskt uppställda, modell. Den publicerades på engelska som en förkortad version i USA och publicerades slutligen på ryska först 1984.
En av de första acceptanserna av fördelarna med polykulturer erhöll Gause på Paramecium då han studerade ekologiskt liknande arter av infusorianer. Genom att hålla dem som monokulturer fick han högre överskott av enskilda arter än i polykultur. Samtidigt var det totala överskottet av polykulturen betydligt högre.
År 1940 förbereder Gause en monografi med titeln Ecology and some problems of the origin of species. Originalmanuskriptet på ryska publicerades inte på grund av början av andra världskriget i Sovjetunionen. Det gavs ut i en förkortad version i USA, och publicerades slutligen på ryska först 1984.
På 1930-talet genomförde Gause en serie studier, dedikerade till protoplasmasymmetrin. Dessa verk väckte intresse bland biogeokemister, bland annat Vladimir Vernadskij.

## Sökande efter nya antibiotika
År 1939 började Gause studera antibiotika. Detta verkade som en plötslig förändring i forskningsområdet, men var en utveckling av hans intressen av kampen för överlevnad och antibiotisk aktivitet var ett medel. Senare koncentrerade han sin forskning på praktiska tillämpningar för sin nya princip och vände sig till mikrobiologi och medicinsk vetenskap. Genom arbete med en stam av Bacillus brevis, märkte han en hämning på tillväxten av Staphylococcus aureus när de två var i blandad kultur. Hämningen av S. aureus orsakades av en metabolit som producerades av B. brevis. Gause isolerade denna produkt och döpte den till Gramicidin S. Antibiotikumet gick i massproduktion under andra världskriget och räddade många liv. För sin del i dess utveckling tilldelades Gause Stalinpriset och utsågs 1946 till chef för Institutet för nya antibiotika i Moskva. Som ledare hjälpte Gause till att designa och tillverka många nya antibiotika av vilka några hade antitumörkapacitet.

## Utmärkelser och hedersbetygelser
- Statliga Stalinpriset, tredje graden,  1946[2]
- Hedersmärke-orden
- Medalj ”För tappert arbete under det Stora Fäderneslandkriget 1941-1945”
- Arbetets Röda Fanas orden

[Redigera Wikidata]